# Lindomar Ferreira de Oliveira
Lindomar Ferreira de Oliveira (født 20. november 1977) er en tidligere brasiliansk fodboldspiller.
Han har spillet for flere forskellige klubber i sin karriere, herunder Albirex Niigata.